# Rock psichedelico
Il rock psichedelico, a cui ci si riferisce anche con il termine inglese psychedelic rock e psichedelia, è un genere musicale rock ispirato, influenzato o rappresentativo della cultura psichedelica, incentrata su droghe allucinogene che alterano le percezioni. Questa musica incorporava nuovi effetti sonori elettronici e nuove tecniche di registrazione, assoli strumentali estesi e improvvisazione. Molti gruppi psichedelici differiscono nello stile e l'etichetta viene spesso applicata in modo spurio e generico.
Originatosi a metà degli anni '60 tra i musicisti britannici e americani, il suono del rock psichedelico evoca tre effetti fondamentali dell'LSD: depersonalizzazione, decronicizzazione e dinamizzazione, creando un distacco di chi ne fa uso dalla realtà quotidiana. Musicalmente, gli effetti possono essere rappresentati tramite nuovi trucchi elaborati in studio di registrazione, strumentazione elettronica o strumenti musicali non occidentali, strutture disgiuntive di canzoni e segmenti strumentali estesi. Alcuni dei musicisti rock psichedelici riprendevano formule e trovate del folk, del jazz e del blues, mentre altri mostravano un'esplicita influenza proveniente dalla musica classica indiana chiamata "raga rock". Negli anni '60 esistevano due varianti principali del genere: la psichedelia britannica più stravagante e surrealista e il più duro "acid rock" della costa occidentale americana. Sebbene il termine "acid rock" sia talvolta utilizzato in modo intercambiabile con il termine "rock psichedelico", si riferisce anche più specificamente a un fratello o sottogenere più pesante, più duro e più crudo del rock psichedelico o agli esempi più estremi del genere.
Gli anni di punta del rock psichedelico furono tra il 1967 e il 1969, con eventi fondamentali tra cui la Summer of Love del 1967 e il Woodstock Rock Festival del 1969, diventando un movimento musicale internazionale associato a una controcultura molto diffusa, prima di iniziare un declino dovuto al cambiamento di atteggiamenti, alla perdita di alcuni individui chiave e ad un movimento di ritorno alle origini che hanno portato gli artisti sopravvissuti a spostarsi in nuove aree musicali. Il genere ha colmato la transizione dal primo blues/beat/garage rock e dal folk rock al rock progressivo e all'hard rock, e di conseguenza ha contribuito allo sviluppo di sottogeneri come l'heavy metal. Dalla fine degli anni '70 è stato ripreso in molti modi, rielaborandolo spesso in quella che verrà chiamata neo-psichedelia.

## Definizione
Il termine "psichedelico" (dal greco: ψυχή, psyché, "anima" e δηλῶ., dēlô, "rivelo") fu coniato nel 1956 dallo psichiatra Humphry Osmond in una lettera rivolta allo sperimentatore di LSD Aldous Huxley e utilizzato come termine descrittivo alternativo per le droghe allucinogene nel contesto della psicoterapia psichedelica. Con lo sviluppo della scena controculturale a San Francisco, i termini acid rock e rock psichedelico furono usati nel 1966 per descrivere la nuova musica influenzata dalla droga e furono ampiamente utilizzati nel 1967. I due termini sono spesso usati in modo intercambiabile, ma l'acid rock può essere considerato una variante più estrema, più pesante, più rumorosa, basata su lunghe jam, focalizzata più direttamente sull'LSD e che faceva maggiore uso della distorsione.
La prima volta che l'LSD fu menzionata su un disco rock fu nel 1960 con "LSD 25" della band di musica surf strumentale The Gamblers. Il primo uso della parola per descrivere un genere musicale si deve al gruppo "acid-folk" Holy Modal Rounders. L'invenzione dell'espressione "rock psichedelico" viene invece solitamente ricondotta ai 13th Floor Elevators, che nel 1966 pubblicarono un album dal titolo The Psychedelic Sounds of the 13th Floor Elevators.

## Caratteristiche
Il rock psichedelico era in genere concepito come musica suonata sotto l'influsso di sostanze psichedeliche e da ascoltare in una analoga condizione. L'assunzione filosofica, implicita o esplicita, era che questa uguale condizione del musicista e dell'ascoltatore consentisse una comunicazione artistica a un livello particolarmente profondo, e irraggiungibile dalla tradizionale musica "lucida". In relazione a questo atteggiamento va anche letta l'importanza attribuita da alcuni musicisti a piante psicotrope come il peyote, associato ad antiche tradizioni sciamaniche dei nativi americani e quindi dotato di una valenza spirituale e metafisica specifica (la tradizione dei nativi americani gioca per esempio un ruolo fondamentale nella simbologia psichedelica dei Doors).
Il panorama rock psichedelico è piuttosto eterogeneo. Diversi gruppi e artisti hanno reinterpretato in chiave psichedelica diversi sottogeneri di musica rock: fra i generi di riferimento più frequentemente adottati vanno citati il blues-rock, l'hard rock, e il jazz rock. Vi sono differenze anche rispetto alle modalità di rappresentazione musicale dell'alterazione di coscienza; alcuni artisti si sono avvalsi di espedienti tecnici volti a creare suoni particolarmente insoliti, usando in modo "esasperato" effetti sonori all'epoca quasi inediti come delay e phasing, o inserendo nei brani registrazioni riprodotte all'indietro o a velocità modificata, voci o altri rumori, e così via. I testi dei brani sono spesso esoterici e descrivono sogni, visioni, o allucinazioni, come nel classico Lucy in the Sky with Diamonds dei Beatles:
(The Beatles, Lucy in the Sky with Diamonds)
Un altro approccio, talvolta complementare, consisteva nell'alterazione della struttura musicale dei brani, spesso caratterizzati da lunghe sezioni strumentali (si pensi per esempio a Dark Star dei Grateful Dead), passaggi dodecafonici o rumoristici, e via dicendo.
Nelle esibizioni dal vivo venivano spesso utilizzate particolari illuminazioni di scena o altri elementi coreografici inusuali (si pensi per esempio alla spettacolare ambientazione di Pink Floyd: Live at Pompeii).
Il rock psichedelico fu in ogni caso una musica volta alla sperimentazione e che cercava, con varie modalità specifiche, l'insolito e lo "stupefacente". In questo senso esso veniva generalmente concepito come una forma di art rock; il confine fra rock psichedelico e rock progressivo (una delle forme principali dell'art rock) è spesso molto labile (si possono citare in questo ancora i Pink Floyd o i gruppi della scena di Canterbury).

## Storia

### Gli anni '60 negli Stati Uniti

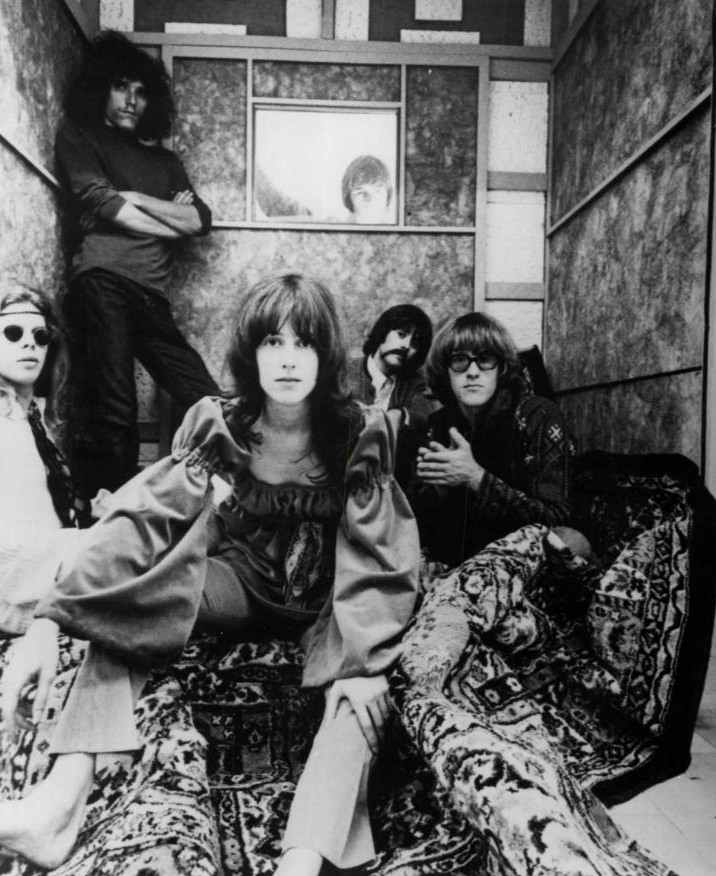
I Jefferson Airplane nel 1967.

L'uso di droghe con intenti di esplorazione artistica nel contesto di generi musicali come jazz, blues, rock e folk risale almeno ai primi anni sessanta. Fra i primi esempi di musica con evidenti riferimenti a esperienze allucinatorie legate all'uso di acido o sostanze simili si possono ricondurre all'opera di Bob Dylan e dei Byrds nei primi anni '60 (cui si aggregarono gruppi similari dell'area di Los Angeles come i The Palace Guard). L'Exploding Plastic Inevitable fu uno degli spettacoli d'arte più importanti e rappresentativi degli anni sessanta, un mix di Pop art, psichedelia e cultura underground, creato e presieduto dal noto artista Andy Warhol.
Il suo esordio fu nel marzo del 1966 al Trip di Los Angeles, il locale di Elmer Valentine più alla moda in quel periodo; proiezioni di film underground (soprattutto dello stesso Andy Warhol), diapositive e luci stroboscopiche facevano da sfondo alle danze sessuali dei ballerini sadomaso vestiti in pelle e armati di frusta (tra cui Gerard Malanga), infuocati dal rock psichedelico dei Velvet Underground, che suonavano dal vivo insieme a Nico, e dalle droghe allucinogene come l'LSD. Il fenomeno esplose nella prima metà del decennio soprattutto nella scena folk statunitense, con album come Blonde on Blonde di Bob Dylan ed artisti come gli Holy Modal Rounders, per passare al rock soprattutto con i Grateful Dead (fu soprattutto per riferirsi a questa celebre band che si diffuse negli Stati Uniti l'espressione acid rock, "rock (da) acido"). I "Dead" di quest'epoca sono celebri per il groove ipnotico delle loro performance dal vivo sotto l'influsso di LSD, in cui ogni brano poteva trasformarsi in una improvvisazione potenzialmente infinita (la durata del brano Dark Star in diverse incisioni dell'epoca varia da pochi minuti a quasi un'ora). Il gruppo introdusse anche l'uso di illuminazioni di scena speciali come "luci pulsanti proiettate nel cielo". I loro concerti più celebri (per esempio al Trips Festival del 1966) costituirono per gran parte del pubblico il primo incontro con il rock psichedelico e, allo stesso tempo, con l'LSD. Un altro gruppo influente dello stesso periodo fu la band di "folk-rock" dei Jefferson Airplane, che nel 1967 incisero i primi singoli di successo chiaramente psichedelici: White Rabbit e Somebody to Love.

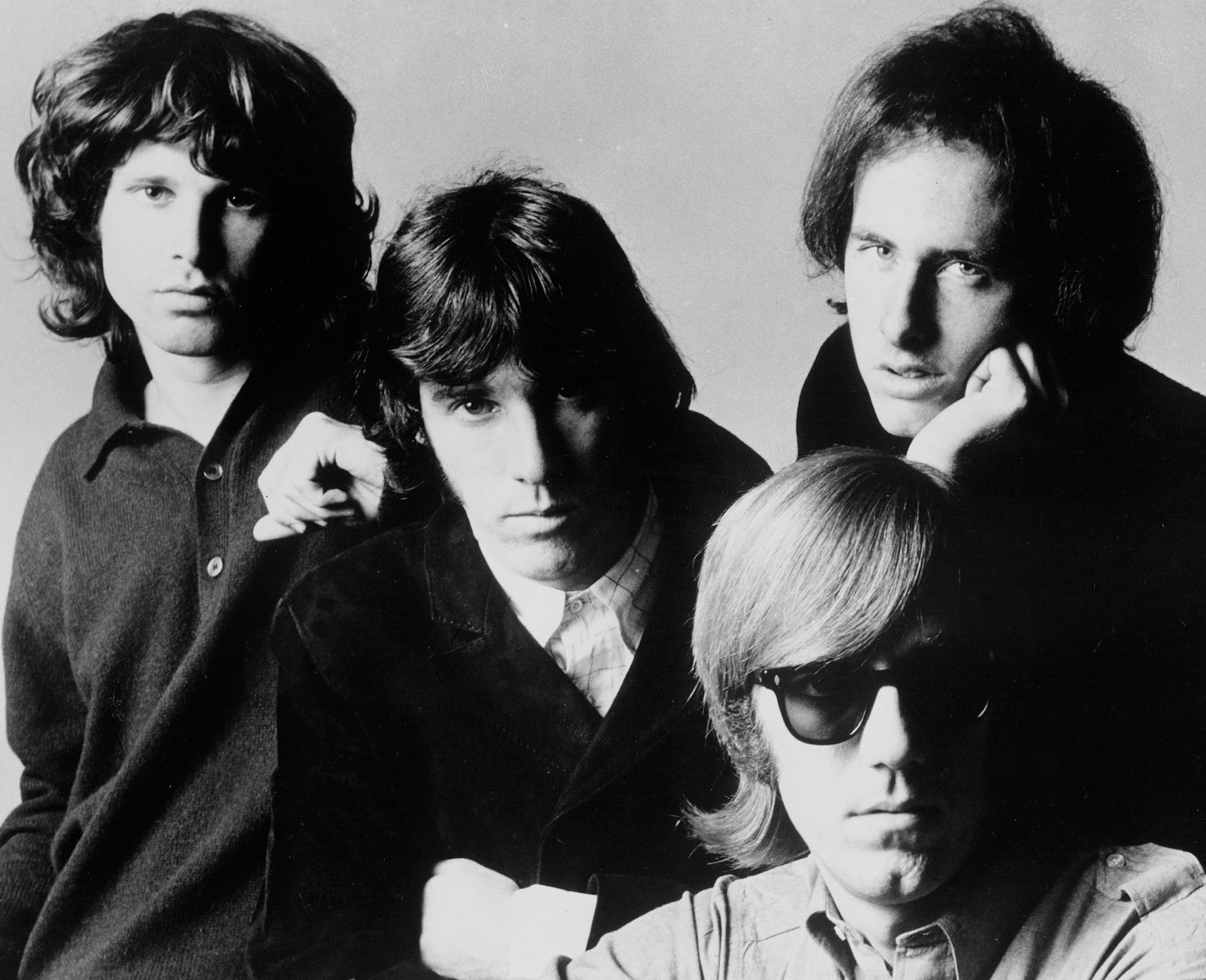
I Doors nel 1966.

Nella città di Los Angeles si erano formati nel 1965 i Doors, il cui nome era tratto, significativamente, dal libro Le porte della percezione di Aldous Huxley del 1954 (nel quale la mescalina veniva presentata come uno strumento per espandere la coscienza). Il loro celebre singolo Light My Fire conteneva un riferimento in un celebre verso (che la televisione cercò invano di censurare durante l'apparizione live del gruppo all'Ed Sullivan Show): girl we couldn't get much higher (letteralmente: "ragazza, non potremmo essere più in alto", dove però l'"altezza", nello slang, si riferisce agli effetti della droga). Grazie all'influenza di questi artisti fondamentali (e molti altri minori) il fenomeno del rock psichedelico si diffuse fino a "contagiare" gruppi che sarebbero parsi molto lontani da quel contesto culturale, come i Beach Boys col loro album Pet Sounds e il singolo Good Vibrations del 1966.

### Gli anni '60 in Inghilterra
Contemporaneamente alla scena americana, anche il Regno Unito conobbe una rapida diffusione di musica psichedelica a partire dalla metà degli anni '60. Uno dei primi esempi in questo senso è il singolo di successo Sunshine Superman di Donovan (1965). Mentre grandi gruppi come Pink Floyd, Moody Blues e Soft Machine iniziavano il percorso che li avrebbe portati a diventare predominanti nella scena del rock psichedelico, i Beatles portarono questa tendenza al centro dell'attenzione a partire almeno dal loro album Revolver (1966), con brani psichedelici come Tomorrow Never Knows (ma anche la stessa Yellow Submarine può essere letta in questa chiave). L'album successivo Sgt. Pepper's Lonely Hearts Club Band del 1967 (un classico per molti motivi), in cui compariva tra l'altro la già menzionata Lucy in the Sky with Diamonds, viene spesso considerato come il primo esempio maturo di rock psichedelico inglese, poi portato alla massima espressione sempre dai Beatles con Strawberry Fields Forever.

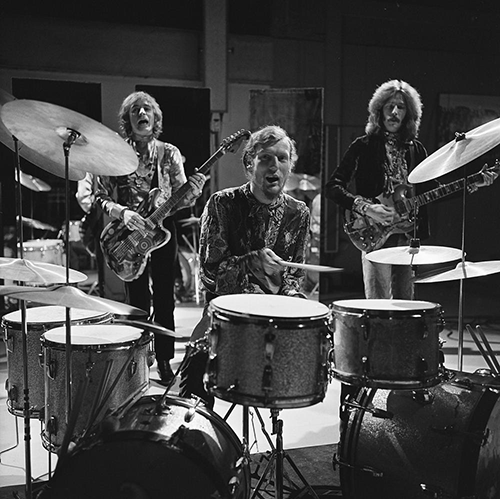
I Cream nel 1968 si esibiscono in un programma televisivo olandese.

Sul versante blues-rock, la psichedelia iniziò ad emergere con band come gli Yardbirds ed i Cream o con artisti come Jimi Hendrix (che pur essendo statunitense emerse musicalmente nel Regno Unito) e Syd Barrett. Quest'ultimo, assieme al suo gruppo, i Pink Floyd, con il loro primo album, The Piper At The Gates Of Dawn, entrarono nel panorama musicale mondiale, iniziando un percorso che li avrebbe portati a diventare uno dei gruppi rock più famosi e venduti del decennio successivo.
Verso la fine degli anni ‘60 anche David Bowie si avvicinò alla produzione psichedelica pubblicando il suo singolo intitolato Space Oddity, che precederà l’omonimo album ricco di sfumature psichedeliche e allusioni fantascientifiche tipiche dello space rock, che accompagneranno la produzione musicale dell’artista fino alla metà degli anni ‘70.

### La fine degli anni '60
La fine del decennio fu caratterizzata da una forte reazione di ostilità, anche politica, verso la cultura pacifista e libertaria che aveva caratterizzato gli anni precedenti, e questa reazione colpì anche la musica che questa cultura aveva prodotto. Alcuni musicisti si fecero portavoce, ciascuno a modo proprio, di questa reazione; per esempio John Wesley Harding di Bob Dylan si può considerare una sorta di manifesto del rifiuto del rock psichedelico a favore di un ritorno al rock "delle origini". Eric Clapton abbandonò i Cream opponendosi apertamente alla loro evoluzione in senso psichedelico; e persino i Grateful Dead abbandonarono gli aspetti più acidi del loro stile per riconfluire in un rock più mainstream con album come Workingman's Dead.
Molti degli artisti e dei gruppi che avevano intrapreso la via psichedelica negli anni '60 proseguirono il loro percorso di esplorazione musicale dando vita al rock progressivo degli anni '70, in cui l'uso di suoni insoliti e la struttura complessa dei brani psichedelici si combinava con influenze jazz, classiche, e altri elementi della musica d'arte. Per esempio gli Yes, uno dei gruppi di punta del movimento progressive, nacque dalle ceneri di tre band psichedeliche: i Syn, i Tomorrow di Steve Howe e i Mabel Greer's Toyshop. Altre eco psichedeliche risuonano nell'hard rock di gruppi come i Black Sabbath o nello space rock di Hawkwind o dei Gong (che sono forse uno dei pochi gruppi degli anni '70 di cui si potrebbe dire che siano rimasti effettivamente psichedelici nel senso originale del termine). Nel 1969 esce anche Breathe Awhile, unico album degli Arcadium, gruppo musicale che appartiene alla coda del movimento psichedelico inglese.

### Il rock psichedelico in Italia
L'Italia non ha avuto un proprio movimento unitario di rock psichedelico; ci sono stati comunque alcuni tentativi isolati, in genere evidentemente ispirati alla musica britannica e statunitense, espressi da gruppi beat.
Tra i lavori più originali bisogna citare il 45 giri Danze della sera del gruppo romano dei Chetro & Co. (in cui militavano Ettore De Carolis e Gianfranco Coletta) e l'album Dedicato a de Le Stelle di Mario Schifano (1967); quest'ultimo disco si apre col brano dal titolo Le ultime parole di Brandimarte, dall'Orlando Furioso, ospite Peter Hartman e fine (da ascoltare con TV accesa senza volume), una suite di quasi venti minuti di simbolismi onirici.
Sono poi da ricordare i Jaguars (con il brano Devi combattere), l'album Ad gloriam delle Orme (del 1968), gli Hugu Tugu con la loro cover di Somebody to love dei Jefferson Airplane Fino a ieri, i torinesi Fantom's con Le insegne pubblicitarie (e gli altri brani contenuti nel loro album postumo), gli Astrali, anche loro torinesi, autori di una suite Un altro viaggio allucinogeno (sul modello di Interstellar overdrive dei Pink Floyd), o gli Innominati che incidono Prendi un fiammifero (cioè Light my fire dei The Doors), i The Rokes in brani come Finché c'è musica mi tengo su o l'Equipe 84 in molte canzoni dell'album Stereoequipe, e I Templari del chitarrista Tony D'Urso. Infine il giovane Lucio Dalla, nel suo album d'esordio inserisce un brano intitolato LSD e altri brani dell'LP, tra cui la title track, presentano atmosfere allucinate e moderatamente innovative trovate sonore.
Negli anni '70 sono da ricordare, tra le produzioni psichedeliche italiane, quelle di alcuni esponenti del rock progressivo in Italia, come l'esperienza di Franco Battiato con gli Osage Tribe, i primi dischi di Claudio Rocchi, di Alan Sorrenti e di Juri Camisasca ed il progetto noto come Albergo Intergalattico Spaziale. Senza dimenticare le atmosfere psichedeliche nell'album L'Uomo degli Osanna, nei brani come Introduzione e Non Sei Vissuto Mai e in vari altri frammenti sonori. 
A questo progetto partecipano Giacomo Mino Di Martino, già attivo con I Giganti durante gli anni sessanta e la moglie Edda Terra Di Benedetto: il nome Albergo Intergalattico Spaziale ripropone quello di un locale gestito dalla coppia a Roma.
Il loro unico album, registrato in proprio nel 1978, contiene musica basata su un massiccio uso di tastiere e rimanda alle esperienze di gruppi cosmici tedeschi come i Tangerine Dream; il disco era concepito come un'opera antinucleare.
Non mancano sperimentazioni più recenti, come quelle riconducibili agli anni '80 e definite come Neopsichedelia: i torinesi No Strange, considerati seminali per la scena neopsyco internazionale, i pescaresi Vegetable Men, i vercellesi Effervescent Elephant, i Nightdriving Gossip, attivi nell'area torinese, che mutarono in seguito il loro nome in Harp1, i romani Technicolour Dream, i bolognesi Votiva Lux. Dopo gli anni 2000 nel filone della psichedelia si sono messi in luce Jennifer Gentle, Ghostchildren, Delirio Sonoro e Hofmann Orchestra.

## La neopsichedelia
La neopsichedelia (rock psichedelico moderno) è la rinascita del movimento considerato sostanzialmente terminato nei primi anni settanta. Una forma di musica melodica libera associata all'indie rock che impiega suoni elettronici distorti o inusuali; include artisti da diversi orizzonti e generi musicali (come new wave, alternative rock, shoegaze, space rock e ambient) molto influenzati dalla psichedelia degli anni sessanta. Alcuni gruppi più recenti presentano alcune caratteristiche che permisero di interpretarli almeno in parte come "eredi" di tale movimento.